# 重庆晚报
《重庆晚报》由重庆日报报业集团于1985年5月创立。2004年，报纸扩大到24版以上，大幅增加《投诉调查》、《目击新闻》等地方新闻，实行邮发、自办发行并举的双轨发行方式。